# Курбский, Михаил Фёдорович Карамыш
Князь Михаил Фёдорович Курбский по прозванию Карамыш (убит в 1506) — наместник и воевода на службе у московских князей Ивана III и Василия III. Сын князя Фёдора Семёновича, отец князя Михаила и дед князя Андрея, известного оппонента Ивана Грозного.

## Служба у Ивана III
В 1497 году был вторым наместником в Муроме. В 1500 году для защиты Казанского царя Абдул-Латифа от ногайцев послан первым воеводою в Казань с князем Петром Семёновичем Лобаном Ряполовским. В этом же году присутствовал на свадьбе князя В. Д. Холмского с Феодосией, дочерью Ивана III, был «у саней» невесты. В 1501 году — второй воевода большого полка в Литовском походе. В 1502 году сперва второй воевода в полке левой руки, а потом Передового полка в походе на Смоленск с сыном великого князя Ивана Васильевича — князем Дмитрием Ивановичем, а по второму наряду послан первым воеводою войск левой руки против лифляндцев, коих в ноябре разбил, учинил в Лифляндии большое разорение, возвратясь с трофеями в Москву. В 1505 году воевода в войсках против казанцев, взят в плен, но вскоре освобождён.

## Служба у Василия III
В 1506 году во время русско-казанской войны первый воевода передового полка на Каменном перевозе. В апреле этого же года послан к Казани первым воеводою Передового полка судовой рати в неудачном походе на Казань, где и был убит вместе с младшим братом Романом.
В своих ответах Андрею Курбскому, Иван Грозный вспоминает о какой-то измене, якобы задуманной Михаилом Фёдоровичем с князем Андреем Углицким.

## Семья
От брака с неизвестной имел детей:
- Князь Курбский Михаил Михайлович — голова, воевода и боярин.
- Князь Курбский Владимир Михайлович — в 1521 году голова в Серпухове, откуда отправлен воеводою в войска на берег Оки, против крымцев, где в бою и погиб.
- Князь Курбский Фёдор Михайлович — воевода.